# Phacelia glandulosa
Phacelia glandulosa är en strävbladig växtart som beskrevs av Thomas Nuttall. Phacelia glandulosa ingår i Faceliasläktet som ingår i familjen strävbladiga växter. Utöver nominatformen finns också underarten P. g. deserta.